# Tri-Rail

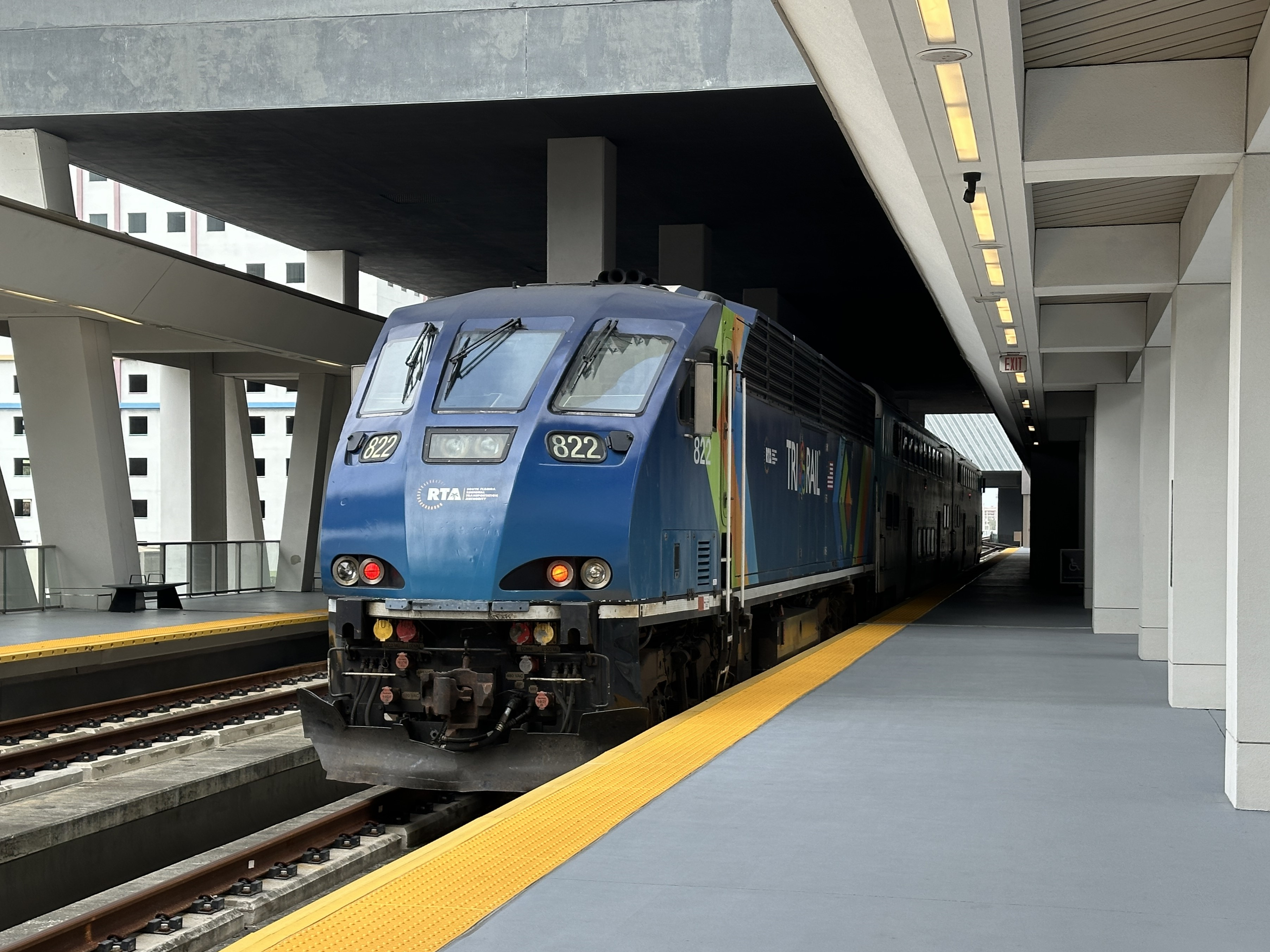
Het nieuwe Miamistation

Tri-Rail is een forensenspoorlijn die Miami, Fort Lauderdale en West Palm Beach in Florida, Verenigde Staten, verbindt. De lijn wordt beheerd door de South Florida Regional Transportation Authority en de voormalige Miami Division van CSX Transportation. De "drie" in de naam verwijst naar de drie county's die door de spoorlijn worden bediend: Palm Beach, Broward en Miami-Dade. De lijn is nu volledig eigendom van het Florida Department of Transportation. Het 114,1 kilometer lange systeem heeft 18 stations langs de zuidoostkust van Florida, waarvan verschillende met directe verbindingen naar Amtrak.